# UTC+8:20
UTC+8:20 — часова зона, яка використовувалася у період дії літнього часу у східній частині Малайзії (на острові Калімантан) у 1933—1935 роках. Літній час там використовувався з 14 вересня по 14 грудня. Такий вибір дат зумовлений тим, що у цей період рівняння часу (яке визначає і час полудня) досягає максимальних значень, тому переведення годинника на 20 хвилин вперед переносить полудень (і, відповідно, час сходу та заходу Сонця) на трохи пізніший час.

## Використання
Зараз не використовується

## Історія використання

### Як стандартний час
Ніколи не використовувався

### Як літній час
- Малайзія (східна частина)